# Jiří Janák
Jiří Janák (ur. 1 sierpnia 1983 roku w Ołomuńcu) – czeski kierowca wyścigowy.

## Kariera
Janák rozpoczął karierę w międzynarodowych wyścigach samochodowych w 2003 roku od startów w Skoda Octavia Cup Czech Republic, gdzie uplasował się na dwunastej pozycji. W latach 2005–2006 zdobywał tytuł mistrza tej serii. W późniejszych latach Czech pojawiał się także w stawce Mégane Trophy Eurocup, Niemieckiego Pucharu Porsche Carrera, Italian Super Touring Car Championship, World Touring Car Championship, Porsche Supercup, ADAC GT Masters, FIA GT Championship, Toyo Tires 24H Series oraz FIA GT1 World Championship.
W World Touring Car Championship Czech wystartował podczas włoskiej rundy w sezonie 2006. W pierwszym wyścigu uplasował się na 21 pozycji, a w drugim był osiemnasty.